# 單棘燭光魚
單棘燭光鱼（学名：Polyipnus unispinus）为輻鰭魚綱巨口魚目褶胸鱼科的其中一種。分布於西太平洋區，包括台灣、印尼、巴布亞紐幾內亞、新喀里多尼亞及紐西蘭等海域，為深海魚類，棲息深度50-500公尺，會進行垂直性洄游，體長可達3.5公分。